# 出头岭镇
出头岭镇，是中华人民共和国天津市蓟州区下辖的一个乡镇级行政单位。
2020年7月，全国爱卫会命名出头岭镇为2017-2019周期国家卫生乡镇。

## 行政区划
出头岭镇下辖以下地区：
出头岭村、西代甲庄村、东店子村、东小李庄村、孟各庄村、朱官屯村、东陈各庄村、五清庄村、中峪村、东官屯村、小安平村、大安平村、三屯村、官场村、小汪庄村、东李各庄村、大汪庄村、西梁各庄村、大稻地村、李家仓村、东刘庄村、擂鼓台村、小稻地村、夏立庄村、何家堡村、景各庄村、小赵各庄村、大赵各庄村、裴各庄村、王新房村、田新庄村、闻马庄村、南河村、孟官屯村、北汪家庄村和北擂鼓台村。